# Escamol

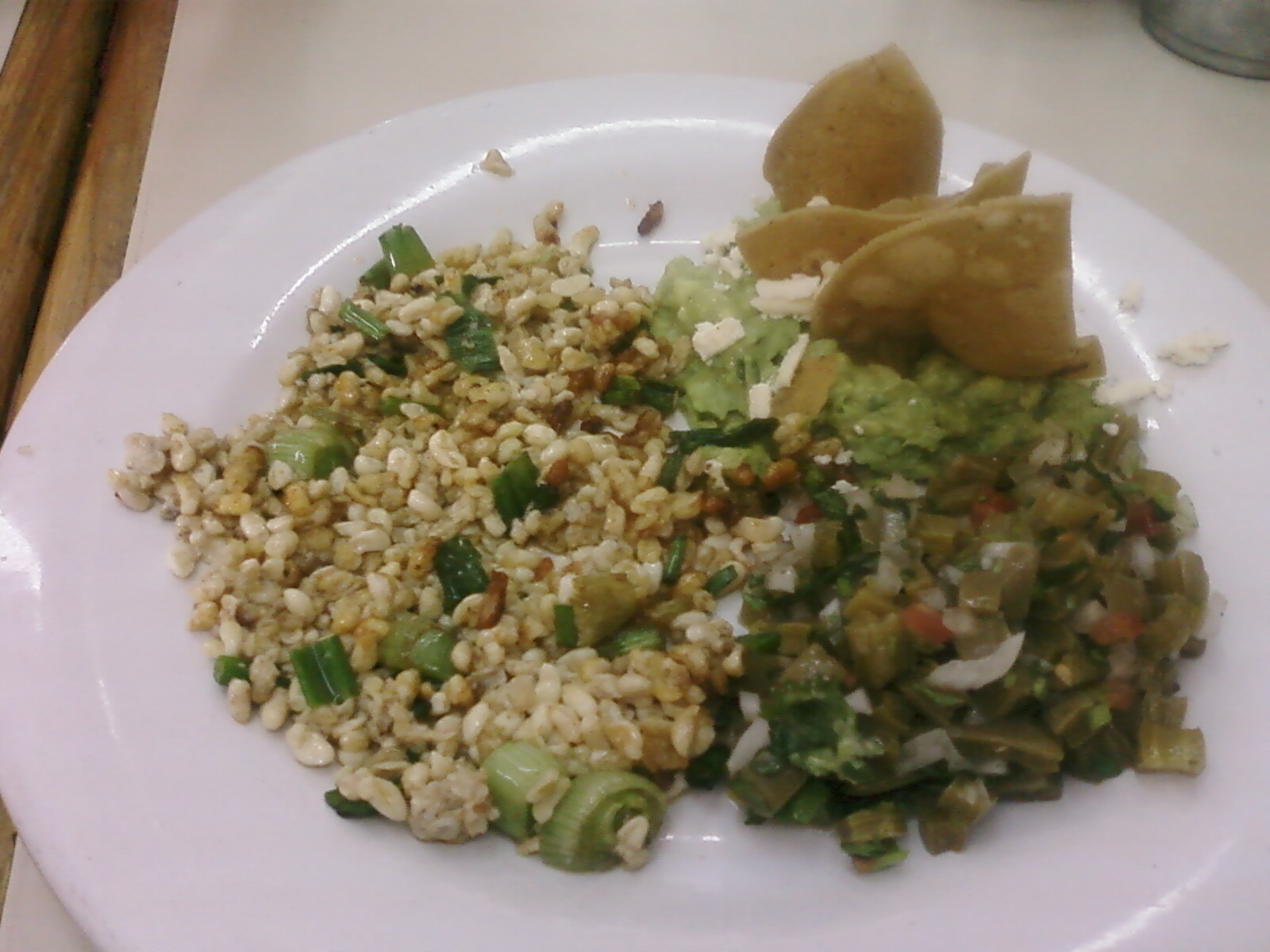
Escamoles in Butter zubereitet

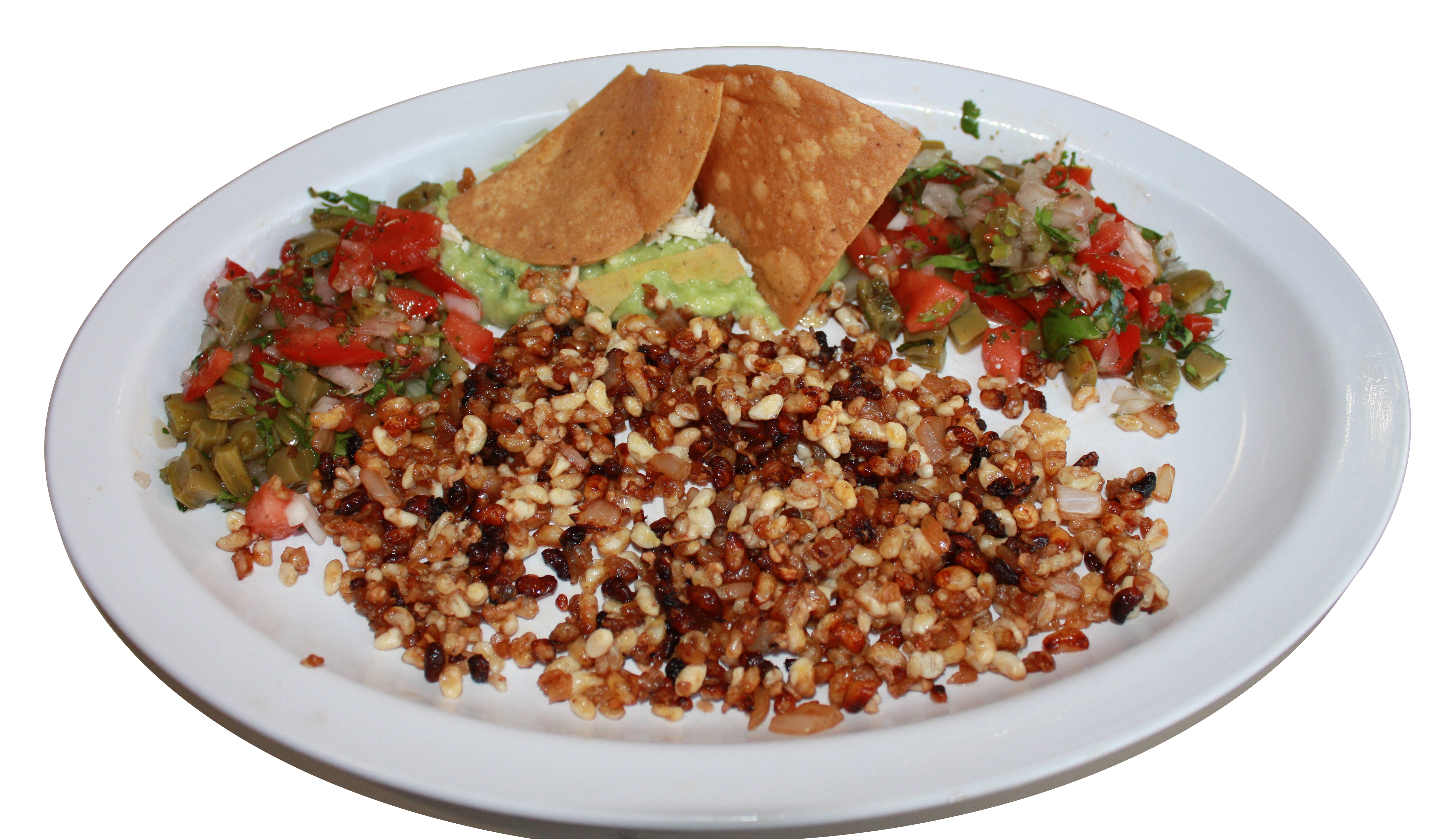
Escamoles in Knoblauchsoße

 Escamoles [eska'moles]  (nahuatl: azcamolli, von azcatl (Ameise) und molli (Eintopf)) sind als Speiseinsekten genutzte Larven und Puppen von Ameisen der Spezies Liometopum apiculatum und L. occidentale var. luctuosum.
Sie werden aus den Wurzeln der Agavenarten Agave tequilana (angebaut für Tequila) und der Agave americana (angebaut für Maguey—Mezcal) in Mexiko geerntet. Escamoles schmecken nach Butter oder nussig und besitzen die Konsistenz von Hüttenkäse.
Escamoles sind als Speise in und um Mexiko-Stadt beliebt. Sie wurden in Mexiko bereits von den Azteken als Lebensmittel genutzt.

## Film
Insekten à la carte - Ameiseneier in Mexiko. Abgerufen am 13. November 2020.